# Barranco de Agaete
Barranco de Agaete är ett periodiskt vattendrag i Spanien.   Det ligger i provinsen Provincia de Las Palmas och regionen Kanarieöarna, i den sydvästra delen av landet, 1 800 km sydväst om huvudstaden Madrid. Barranco de Agaete ligger på ögruppen Kanarieöarna.